# 龚嘴镇
龚嘴镇，是中华人民共和国四川省乐山市沙湾区曾经下辖的一个镇。2019年12月，撤销龚嘴镇，将原龚嘴镇刘沟村14至17组所属行政区域划归沙湾镇管辖，原龚嘴镇龚嘴社区、金牛村、万坪村、长江村、杨岗村、刘沟村1至13组所属行政区域为轸溪镇的行政区域。

## 行政区划
龚嘴镇撤销前下辖以下地区：
红星社区、金牛村、万坪村、刘沟村、长江村和杨岗村。